# Orchis tacheté
Dactylorhiza maculata subsp. maculata
Sous-espèce
Classification APG III (2009)
L'Orchis tacheté ou Orchis maculé (Dactylorhiza maculata subsp. maculata) est une sous-espèce de plantes à fleurs de la famille des Orchidaceae.
C'est la sous-espèce type de l'espèce Dactylorhiza maculata.

## Description
L'orchis tacheté est une plante herbacée terrestre qui peut atteindre 1 m de haut, le sommet de la tige porte des fleurs roses ou blanches, en épi à fleurs serrées. Il doit son nom à ses feuilles qui portent généralement des taches brunes transversales. Bractées ne dépassant pas les fleurs (à l'exception des inférieurs). Tépales extérieurs obtus ou aigus, les latéraux étalés et recourbés ; labelle à trois lobes (les latéraux crénelés, le médian plus petit) ; éperon dirigé vers le bas.

## Distribution
C'est une orchidée assez commune en France (y compris la Corse) de préférence dans les prairies riches et humides. Elle est toutefois rare en dehors des massifs montagneux et du nord-ouest (Bretagne, Normandie). Elle est classée comme eurasiatique septentrional. En montagne on la trouve jusqu'à 2 000 m : de l'étage collinéen à l'étage subalpin.

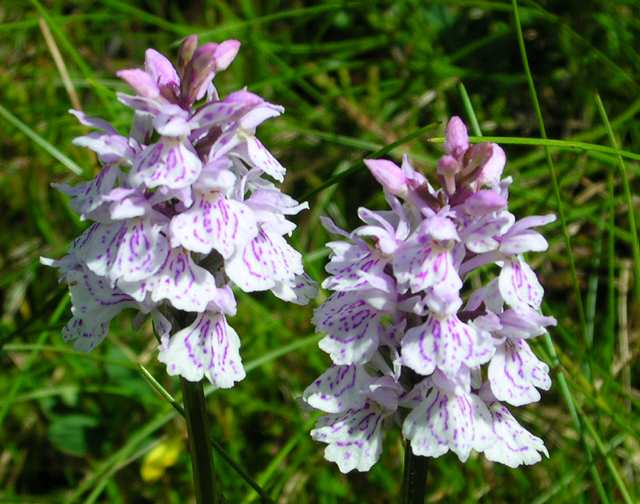
Épi floral d'orchis tacheté (détail)
Dactylorhiza maculata.

L'espèce voisine, Dactylorhiza maculata subsp. ericetorum, l'orchis des bruyères, est une plante atlantique qui peut localement côtoyer l'espèce de base avec laquelle il peut créer des hybrides.

## Caractéristiques
- Organes reproducteurs
  - Couleur dominante des fleurs : blanc, rose
  - Période de floraison : juin-août
  - Inflorescence : épi simple
  - Sexualité : hermaphrodite
  - Ordre de maturation :
  - Pollinisation : entomogame
- Graine
  - Fruit : capsule
  - Dissémination : anémochore

## Données autécologiques
- Espèce héliophile ou de demi-ombre.
- Humus : mull carbonaté à moder ; pH basique à plus ou moins acide.
- Matériaux argileux ou limoneux (purs, sableux ou pierreux).
- Sols humides à frais (parfois avec sécheresse temporaire).
- Caractère indicateur : espèce à très large amplitude[2].

## Galerie

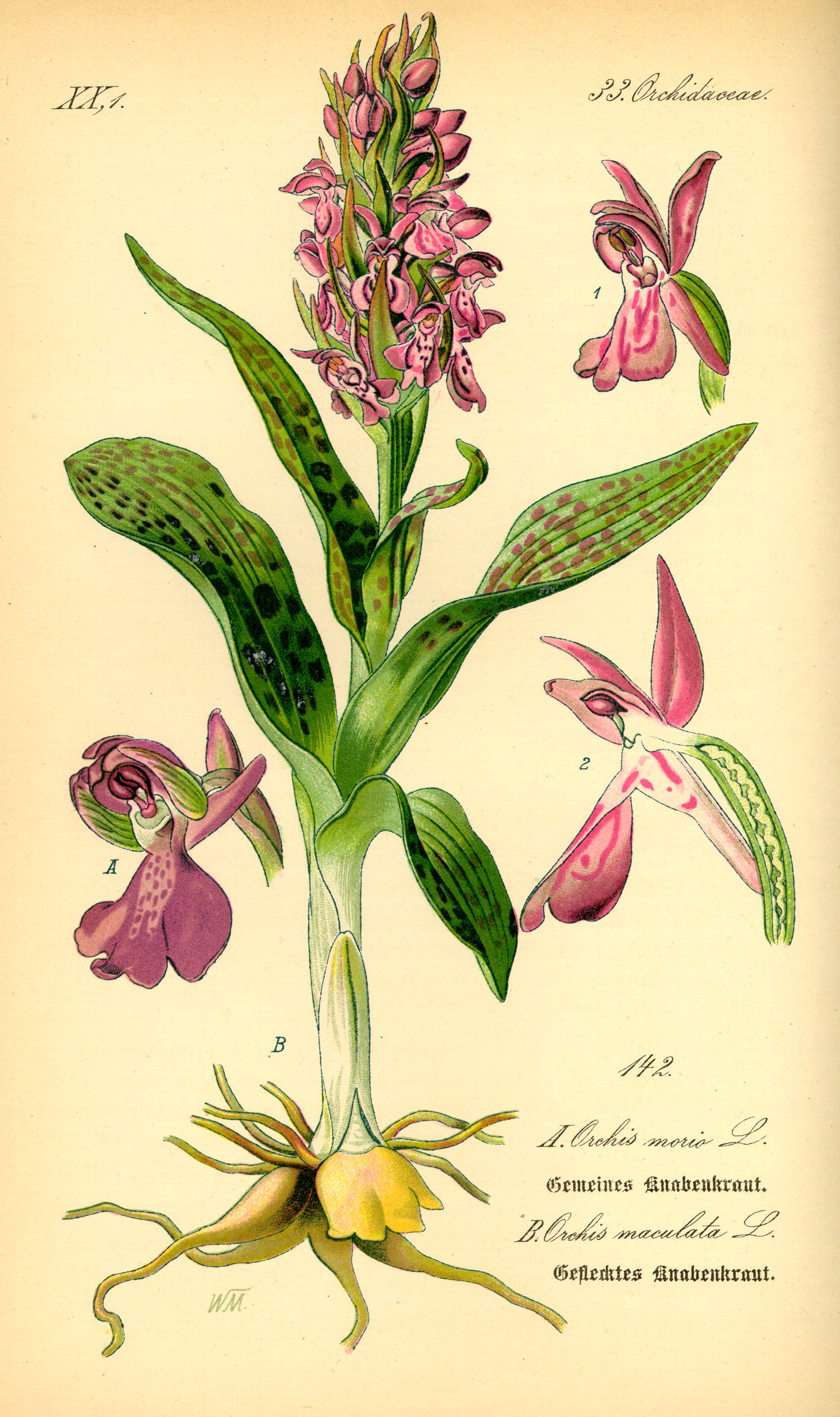
Illustration d'Orchis tacheté.
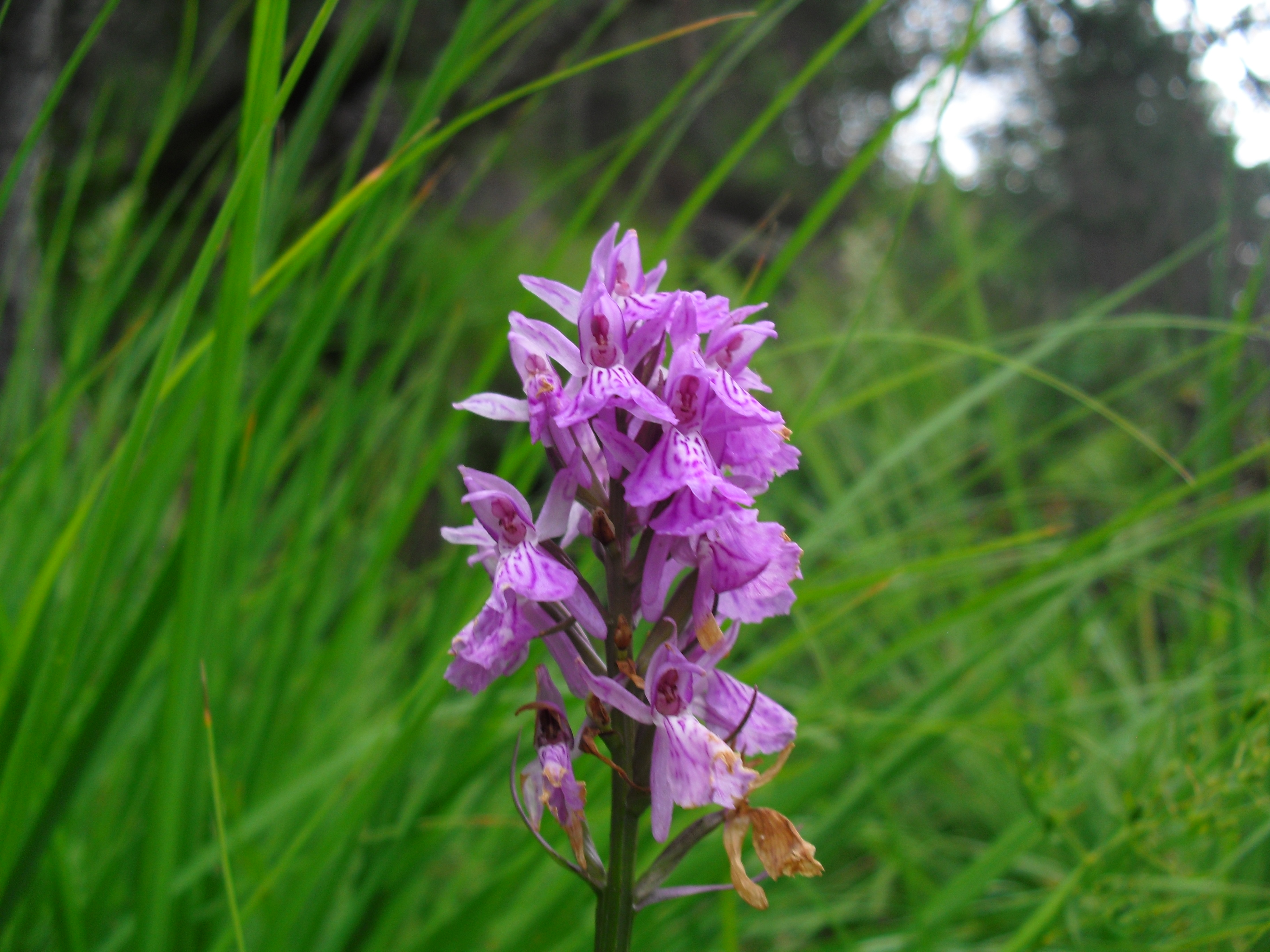
Orchis maculé rose (65)[3] Dactylorhiza maculata.
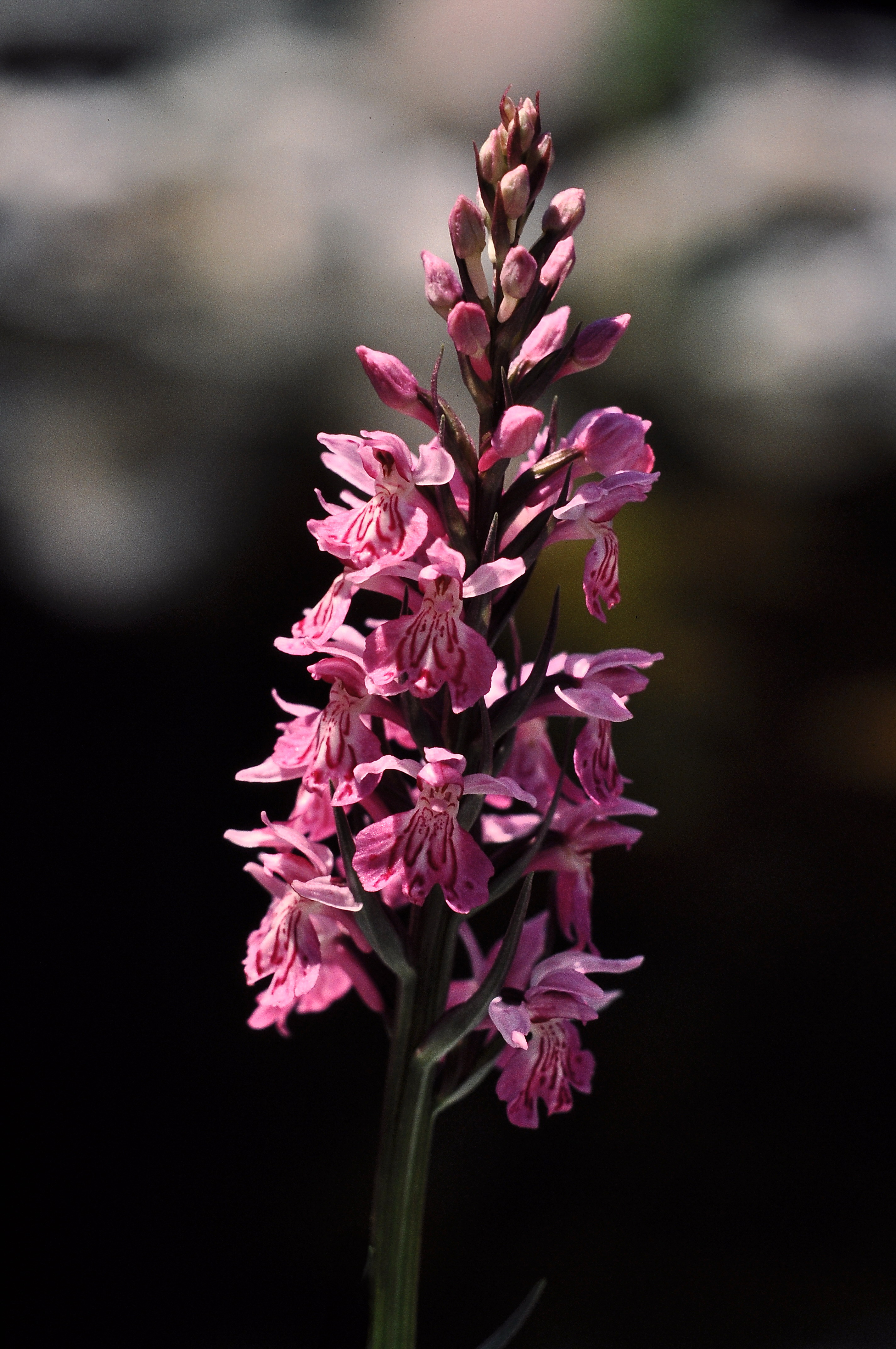
Dactylorhiza maculata.
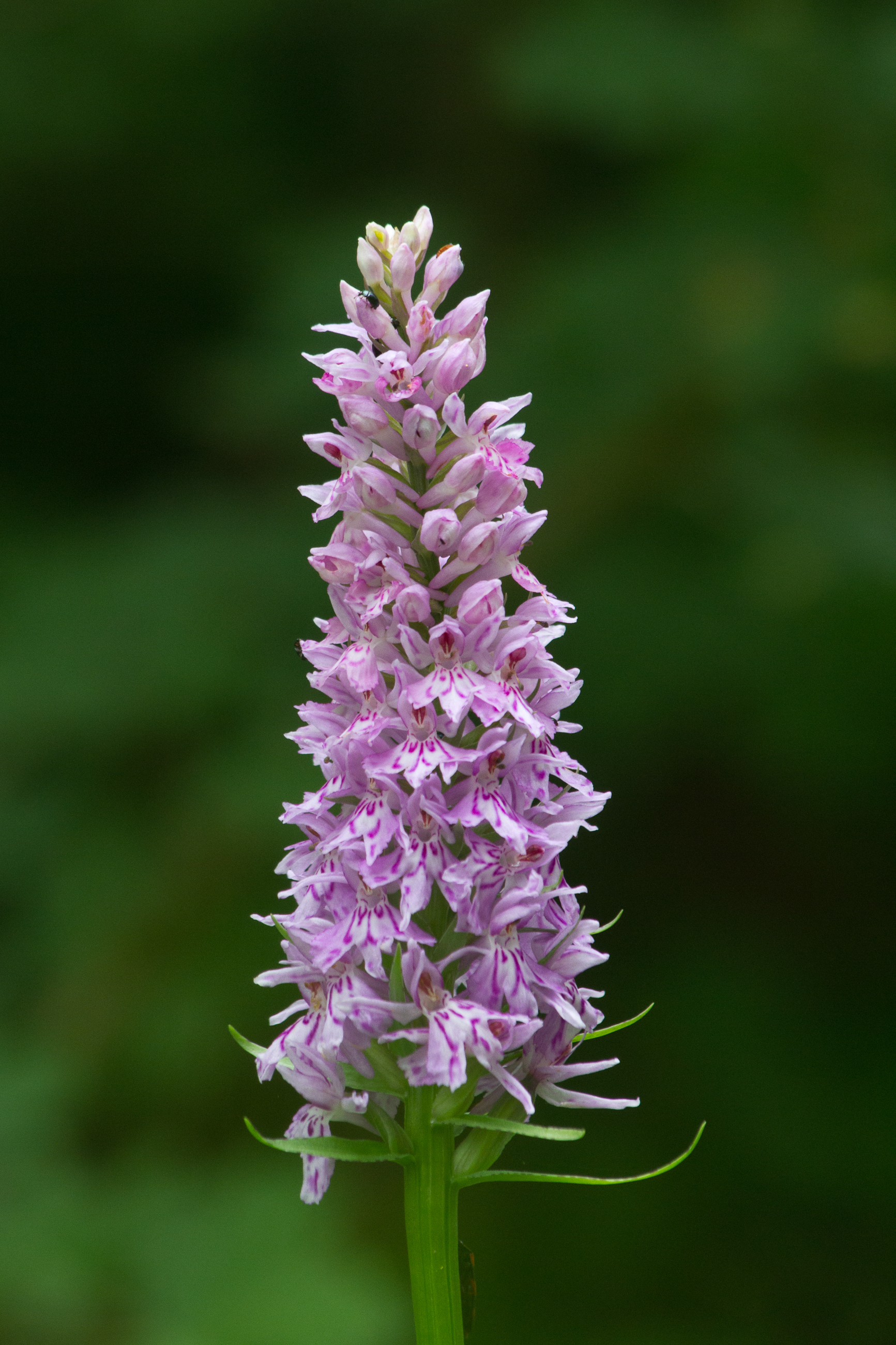
Dactylorhiza maculata (Suisse).